# Koffiekoek

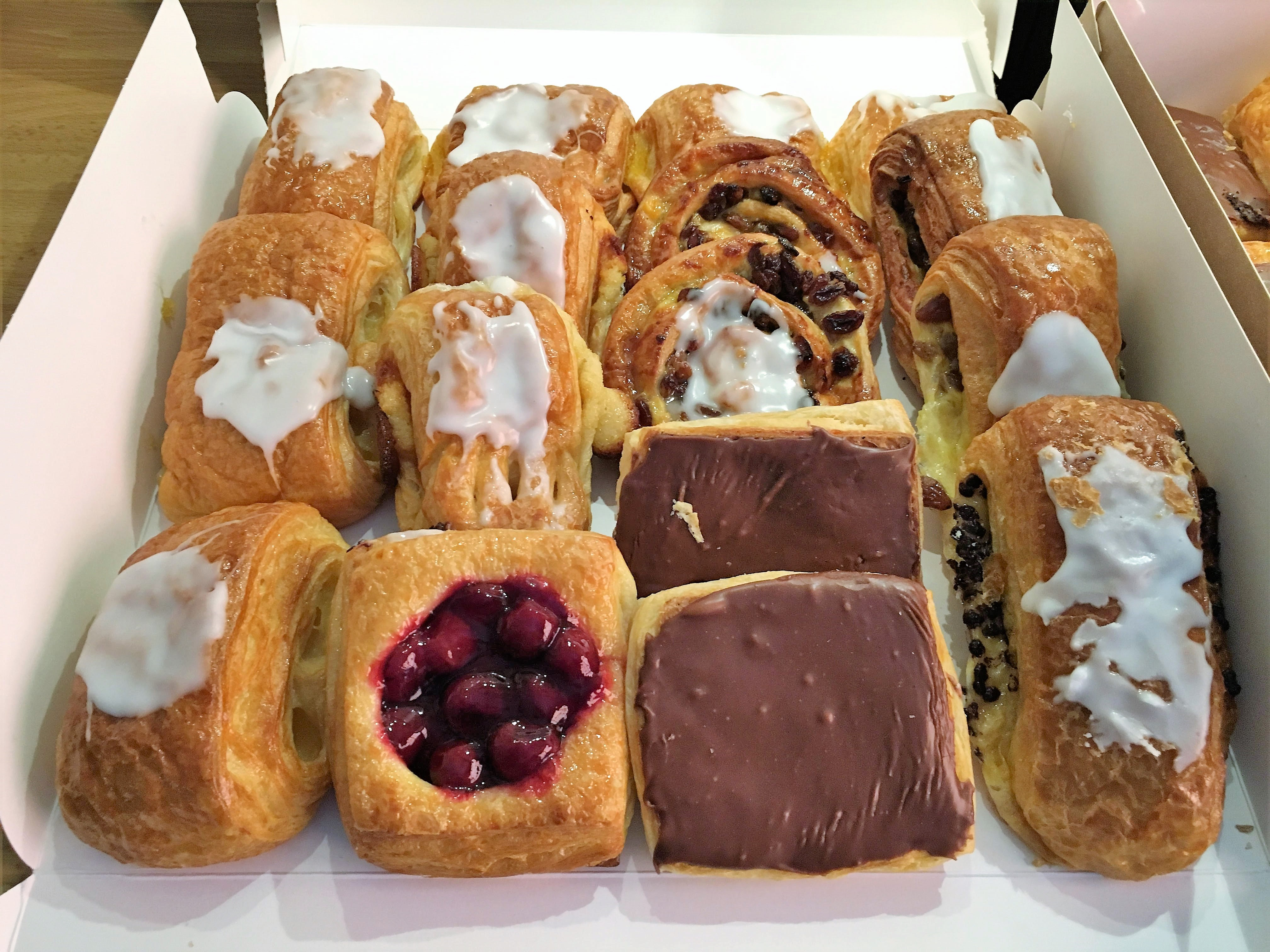
Koffiekoeken

Koffiekoeken (in België) of koffiebroodjes (in Nederland) zijn bij de meeste bakkers een standaardproduct in het dagelijks assortiment. 
Het assortiment verschilt in België van streek tot streek. Zo zijn er vierkante koeken met een vulling van banketbakkersroom (bakkerscrème), ronde en langwerpige met rozijnen, ingebakken crème, ingebakken chocolade, met frangipane, horentjes met bakkerscrème, met ingebakken kersen of zure kersen (krieken, morellen) of ananas. In sommige Vlaamse dialecten wordt 'boterkoek' als synoniem voor koffiekoek gebruikt.
Koffiekoeken worden gegeten bij het ontbijt of de brunch en maken vaak ook deel uit van een koffietafel. Doordat koffiekoeken eenvoudig uit het vuistje kunnen worden gegeten, zijn ze vaak te koop bij straatstalletjes of in treinstations, net als croissants en chocoladebroodjes.

## Trivia
- In het Vlaamse komische jongerenprogramma Buiten De Zone spelen koffiekoeken een centrale rol in een running gag, vooral die met ingebakken crème. Het eten van koffiekoeken wordt er beschouwd als taboe, vergelijkbaar met taboes rond seks en drugs.